# Redenção da Serra (ort)
Redenção da Serra är en ort i Brasilien.   Den ligger i kommunen Redenção da Serra och delstaten São Paulo, i den sydöstra delen av landet, 900 km söder om huvudstaden Brasília. Redenção da Serra ligger 716 meter över havet och antalet invånare är 3 879.
Terrängen runt Redenção da Serra är kuperad åt nordväst, men åt sydost är den platt. Redenção da Serra ligger nere i en dal. Närmaste större samhälle är Paraibuna, 18,4 km sydväst om Redenção da Serra.
I omgivningarna runt Redenção da Serra växer huvudsakligen savannskog. Runt Redenção da Serra är det glesbefolkat, med 9 invånare per kvadratkilometer.